# Kafr as-Sukkarijja
Kafr as-Sukkarijja (arab. ‏كفر السكرية‎) – miejscowość w Egipcie, w muhafazie Al-Minufijja. W 2006 roku liczyła 3922 mieszkańców.